# Digeridoo (EP)
Digeridoo é um EP do produtor de música eletrônica Aphex Twin, lançado em janeiro de 1992 pela R&S Records. A faixa-título havia sido lançada anteriormente como "Aboriginal Mix" em Analog Bubblebath Vol 2.
A edição do Reino Unido, lançada em abril de 1992, entrou na Dance Singles Chart na posição nº 10 e na Single Charts na posição nº 55, em 9 de maio.
"Digeridoo" não contém samples real de um didjeridu real. Em vez disso, James passou três dias criando um “simulacro eletrônico”.
Em 31 de maio de 2024, uma versão expandida do EP foi lançada.

## Lista de faixas
Todas as faixas são de Richard D. James.

### Versão em CD
| N.º | Título                  | Duração |  |
| 1.  | "Digeridoo"             | 7:11    |  |
| 2.  | "Analogue Bubblebath 1" | 4:44    |  |
| 3.  | "Flaphead"              | 7:00    |  |
| 4.  | "Phloam"                | 5:33    |  |

### Versão em vinil
Lado A
| N.º | Título      | Duração |  |
| 1.  | "Digeridoo" | 7:11    |  |
| 2.  | "Flap Head" | 6:41    |  |

Lado B
| N.º | Título        | Duração |  |
| 1.  | "Phloam"      | 5:33    |  |
| 2.  | "Isoprophlex" | 6:23    |  |

### Edição Expandida[4]
| N.º | Título                                        | Duração |  |
| 1.  | "Digeridoo"                                   | 7:12    |  |
| 2.  | "Flap Head"                                   | 7:00    |  |
| 3.  | "Phloam"                                      | 5:33    |  |
| 4.  | "Isoprophlex"                                 | 6:23    |  |
| 5.  | "Digeridoo (Cr7e Version)"                    | 7:25    |  |
| 6.  | "Digeridoo (Live in Cornwall) (Cr7e Version)" | 6:26    |  |
| 7.  | "Isoprophlex (Slow) (Cr7e Version)"           | 8:25    |  |
| 8.  | "Phloam (Cr7e Version)"                       | 5:49    |  |
| 9.  | "Isoprophlex (Cr7e Version)"                  | 6:23    |  |
| 10. | "Flap Head (Cr7e Version)"                    | 7:54    |  |

## Recepção
| Recepção crítica (1992)                 | Pico posição |
| --------------------------------------- | ------------ |
| Reino Unido (UK Singles Chart)          | 55           |
| Singles de dança do Reino Unido ( CIN ) | 10           |

| Recepção crítica (2024)             | Pico posição |
| ----------------------------------- | ------------ |
| Reino Unido (UK Digital Albums)     | 20           |
| Reino Unido (UK Dance Albums Chart) | 2            |